# It Was a Short Summer, Charlie Brown
It Was a Short Summer, Charlie Brown (en español Fue un verano corto, Charlie Brown) es el sexto especial animado en horario prime-time basado en el popular cómic diario Peanuts, de Charles M. Schulz. Se estrenó el 27 de septiembre de 1969 por la CBS. Fue el primer especial en no contar con la mayoría del elenco de voces original del primer especial de Peanuts, A Charlie Brown Christmas.

## Sinopsis
Los chicos vuelven a la escuela, y tienen que escribir una composición sobre el verano. La acción real pasa a segundo plano y los recuerdos del verano vivido por la pandilla se convierte en la acción principal.
El verano terminó y Linus, Charlie Brown, Schroeder y Pig-Pen planean leer historietas, practicar lanzamiento de pelota, tocar música clásica y tener pensamientos limpios. Pero todo cambia cuando Lucy les cuenta que los inscribió en un campamento de verano, y aunque los chicos odian la idea, ella piensa que están muy agradecidos. Unos días después, los chicos y las chicas parten al campamento en autobús.
Ya en el campamento, Charlie Brown es elegido como el capitán del equipo y de la tienda de los chicos. Los niños y las niñas hacen una carrera de natación, que ellas ganan fácilmente. Luego, los chicos son vencidos otra vez en un partido de softball. 
Charlie Brown y Shermy, al otro día, piensan con qué juego podrían vencer a las chicas, y ven a Snoopy jugar con los chicos al pulso. Se dan cuenta de que podrán conseguir vencer a las chicas con "El Vengador Enmascarado" (Snoopy) como su campeón. Snoopy empieza a entrenar, comer la terrible comida del campamento, hacer ejercicios, y beber una solución nutritiva y asquerosa. Charlie Brown, Schroeder, Linus y Snoopy van al otro lado del lago, para proponerles la competencia a las chicas, con las cuales arreglan que será ese día después del almuerzo, con Lucy como representante.
En la competencia, Snoopy y Lucy van muy parejos, y empiezan a sudar y a cansarse. Finalmente, Snoopy le da un beso a ella y la derrota. Ella dice que darle un beso fue falta, y que por eso ella es la ganadora. 
De vuelta en la escuela, Charlie le dice a su maestra que solo escribió 13 palabras en su composición porque, con el verano que tuvo, prefería olvidar los detalles. Al fin y al cabo, según Linus, Fue un verano corto, Charlie.

## Reparto
| Personaje            | Actor de Voz Original | Actor de redoblaje (Latinoamérica) |
| -------------------- | --------------------- | ---------------------------------- |
| Charlie Brown        | Peter Robbins         | José Manuel Vieira                 |
| Lucy                 | Pamelyn Ferdin        | Lilo Schmid                        |
| Linus                | Glenn Gilger          | Maythe Guedes                      |
| Sally                | Hilary Momberger      | Rossana Cicconi                    |
| Frieda               | Ann Altieri           | Jhaidy Barboza                     |
| Shermy               | David Carey           | ¿?                                 |
| Schroeder            | John Daschback        | Sergio Sáez                        |
| Pig-Pen              | Gai DeFaria           | ¿?                                 |
| Peppermint Patty     | Gai DeFaria           | María Teresa Hernández             |
| Patty                | Lisa DeFaria          | María Teresa Hernández             |
| Violet Gray          | Sally Dryer           | Irina Indigo                       |
| Shirley/Clara/Sophie | Sally Dryer           | ¿?                                 |
| Snoopy               | Bill Melendez         | Bill Melendez                      |

- El redoblaje venezolano fue hecho para el programa-paquete Estás en Nickelodeon, Charlie Brown a fines de los 90s.

## Distribución

### Lanzamiento en VHS
El especial fue editado por Paramount Home Entertainment en VHS en uno de los volúmenes de la colección Snoopý Double Feature, lanzado el 25 de junio de 1996, junto con You're Not Elected, Charlie Brown.

### Lanzamiento en DVD
El especial fue lanzado en DVD por primera vez el 7 de julio de 2009 en el boxset Peanuts 1960's Collection.